# Das Geheimnis des Grabmals am Nil
Das Geheimnis des Grabmals am Nil (Originaltitel: The Tomb) ist ein US-amerikanischer Horrorfilm des Regisseurs Fred Olen Ray aus dem Jahr 1986.

## Handlung
Abenteurer und Grabräuber John Banning plündert gemeinsam mit seinem Gefährten Alan und einem einheimischen Führer das karge Grab der ägyptischen Hohepriesterin Nefratis. Diese hatte zu Lebzeiten magische Kräfte erlangt, indem sie das „Blut der Lebenden“ trank. Dafür wurde sie später bestraft und lebendig eingemauert. Die Gruppe erweckt durch ihre Freveltat die Priesterin zum Leben, die neben dem Führer auch Alan sofort tötet, während John die Flucht mit einigen wertvollen Fundstücken gelingt. Die mit übermenschlichen Kräften ausgestattete Nefratis lässt John zunächst entkommen, schwört jedoch, ihn bald aufzusuchen und die Störung zu rächen.
In den Vereinigten Staaten angekommen, sucht Nefratis den inzwischen völlig verlotterten John im US-Bundesstaat Kalifornien auf. Sie macht ihn mittels eines eingesetzten Skarabäus zu ihrem ergebenen Sklaven, der ihr fortan beim Wiederbeschaffen ihrer geraubten und an zahlungskräftige Sammler verkauften Schätze behilflich ist. Zunächst sucht sie Dr. Manners auf, tötet ihn, raubt eine Reliquie und flüchtet spurlos. Die Polizei ist ratlos und muss in dem seltsamen Mordfall untätig bleiben. David Manners, der Sohn des Ermordeten, sucht mit einem Freund des verstorbenen Vaters, Dr. Bill Stewart, Professor Dr. Phillips auf. Der Universitätsprofessor war die letzte Person, mit der der Verstorbene telefonisch in Kontakt war. Dr. Phillips, der als einer der größten Sammler altägyptischer Kunst gilt und zudem in Besitz der anderen geraubten Artefakte ist, zeigt sich jedoch äußerst wortkarg und verschweigt den beiden Ermittlern nähere Umstände.
Um den Mörder seines Vaters zu finden, versucht David den Verkäufer des gestohlenen Kunstgegenstandes aufzufinden. Mit Hilfe von Helen, der Nichte von Prof. Phillips, gelangt er schließlich an den Namen des trunksüchtigen Grabräubers – John Banning. Da diese Spur zunächst nicht weiterführt, recherchiert David gemeinsam mit Helen nach der Herkunft des ägyptischen Wortes „Nefratis“, welches sein Vater kurz vor seinem Tod auf ein Stück Papier schrieb. Dabei erfahren sie von einer „Legende von Nefratis“, einer grausamen, bluttrinkenden Dämonin, die in bestimmten Zyklen ein Menschenopfer zum Erhalt ihrer Lebensenergie benötigt. Professor Phillips glaubt an den Mythos und begegnet Nefratis bald mit einer Mischung aus Neugier und Forscherwahn. Er wird jedoch nur ein weiteres Opfer der Priesterin, die ihn auf der Suche nach ihrem kostbaren Amulett tötet. Kurz vor seinem Ableben war es dem Wissenschaftler jedoch gelungen, seiner Nichte das Relikt zu geben.
Als neue Besitzerin des Amuletts wird Helen bald von Nefratis aufgesucht, die sie nach kurzem Kampf in ihre Gewalt bringt und für eine feierliche Zeremonie vorbereitet. Währenddessen sucht David, der inzwischen mit Helen liiert ist, nach seiner Geliebten. Mit Hilfe von Dr. Stewart findet er schließlich Bannings, befreit ihn von seinem Skarabäus, so dass der Grabräuber sich aus Dank David anschließt und ihn zum Schauplatz der religiösen Beschwörung bringt. Das Trio stürmt daraufhin das Ritual und wird mehrmals von Nefratis attackiert, der es gelingt, zwei zufällig erscheinende Zollbeamte und Dr. Stewart zu töten. Endlich gelingt es Banning und Manners, sie aufzuhalten und augenscheinlich zu liquidieren.
Am Ende des Films wird Helen befreit, David und John verlassen den Schauplatz, während sich die sterblichen Überreste von Nefratis erneut bewegen. Was danach passiert, bleibt jedoch an dieser Stelle völlig offen.

## Kritiken
„Stereotyper Abenteuerfilm mit einigen Gruseleffekten, inszeniert nach bekanntem Schema.“